# Hash (carn)
El Hash és un plat de carn picada procedent d'un roast beef o fins i tot d'un corned beef. Es prepara cuinant cebes, patates i diverses espècies barrejades juntament amb la carn, pasta chunky i altres ingredients opcionals.

## Variants
A Dinamarca el hash és conegut en danès com biksemad (traduït com a 'menjar regirat'), i es tracta d'un plat tradicional que se serveix amb un ou fregit, salsa bearnesa, i adobat de remolatxa i quètxup. La carn sol ser generalment de porc, i la mescla dels aliments es fa de tal forma que són distingibles en el plat.